# Меровей (сын Хильперика I)
Меровей (убит в 577) — принц франков из династии Меровингов. Сын короля Нейстрии Хильперика I и его первой жены Аудоверы.

## Биография

### Предыстория событий
Интриги служанки Аудоверы Фредегонды привели к тому, что Хильперик удалил от себя жену и сблизился с Фредегондой. Аудовера, которая уже принесла Хильперику четверых детей — сыновей Теодеберта, Меровея, Хлодвига и дочь Базину — была отправлена в изгнание в Руан. Впоследствии, та же Фредегонда добилась того, что вторая жена Хильперика Галесвинта была задушена во сне по приказу короля, а Фредегонда вышла замуж за Хильперика и стала королевой. Убийство Галесвинты вызвало родовую месть со стороны её сестры Брунгильды и её мужа, брата Хильперика короля Австразии Сигиберта I. Войска Хильперика были разбиты и сам он осаждён в Турне. Однако Фредегонда организовала убийство Сигиберта, сведя этим на нет все успехи австразийцев. Хильперик двинулся к Парижу и захватил там Брунгильду. Пленную австразийскую королеву и её сокровища отвезли в Руан, где Хильперик передал их под охрану Претекстату, епископу этого города. Это был один из немногих прелатов, не изменившим прежнему королю, когда в Нейстрию вторгся Сигиберт. Таким образом, в 576 году Брунгильда оказалась в том же городе, что и Аудовера, бывшая жена Хильперика. Если обе женщины встретились — а трудно представить, чтобы этого не произошло, — у них были очевидные причины вступить в союз. В совпадении интересов двух изгнанниц, вероятно, и следует искать причины неожиданных событий, случившихся весной 576 года.
Захватив Париж, Хильперик I принялся возвращать себе луарские и аквитанские города, которые в предыдущие годы завоевал Сигиберт I. Австразийская армия, пришедшая в полное расстройство, казалась неспособной их защищать. Для начала весной 576 года Хильперик послал полководца Рокколена завоевать Тур. Помимо этой стратегической цели, планировался захват в плен австразийского герцога Гунтрамна Бозона, которому король не простил гибели своего сына Теодеберта, старшего брата Меровея. Тур без труда заняли, но Гунтрамну Бозону со всей семьёй удалось укрыться в базилике святого Мартина и люди Рокколена не посмели нарушить право убежища. Теперь Хильперику, если он собирался долго удерживать Тур, надо было считаться с постоянным присутствием мятежника в городе. Всё было бы просто, если бы епископ Турский был достоин доверия, но Григорий был заведомым ставленником Сигиберта и Брунгильды. Чтобы контролировать завоёванное, Хильперик решил назначить графом Тура некоего Левдаста. Он уже занимал этот пост во время краткого нейстрийского владычества в городе, но был изгнан в 573 году, когда австразийцы отвоевали Тур. Левдаст ненавидел Григория Турского, который отвечал ему тем же.

### Свадьба в Руане
Став хозяином городов на Луаре, Хильперик попытался захватить Пуатье и поручил эту миссию своему сыну Меровею, который после гибели своего старшего брата Теодеберта, стал наследником престола. Однако, принц Меровей, вместо того чтобы выступить на завоевание Пуатье, как требовал отец, свернул в Тур и провёл там Пасху. Потом под предлогом, что желает навестить мать, он направился в Руан. Там Меровей женился на Брунгильде в присутствии епископа Претескстата.
Мотивы главных участников этого события не в равной мере представляются понятными. Мотивы Меровея и его матери Аудоверы как будто ясны, поскольку этим браком они повышали свой статус. В самом деле, Фредегонда недавно принесла Хильперику мальчика, Самсона, а прежняя история Меровингской династии показывала, что королевы всегда пытались покровительствовать своим детям в ущерб детям от других браков. Так несколько лет назад Маркатруда, жена короля Гунтрамна, отравила своего пасынка Гундобада. Так что у Меровея были все основания опасаться за будущее, если ему не удастся обеспечить собственную легитимность. Женитьба на Брунгильде позволяла ему приобрести часть престижа Сигиберта и питать некоторые надежды, даже если они могли показаться зыбкими, на получение трона Австразии. Это могло быть достаточно для защиты от ненависти мачехи.
Более удивительным может казаться участие в этой сцене Претекстата Руанского. Прелат не мог не знать, что Брунгильда — тётка Меровея по свойству. То есть с точки зрения канонического права их брак считался кровосмесительным. Благословляя его, Претекстат переступал через всё церковное законодательство в матримониальной сфере, хотя на Турском соборе 567 года он лично осудил короля Хариберта за подобный проступок. Но у епископа Руанского сомнения канониста, вероятно, заглушались амбициями политика. Ведь должности тюремного надзирателя при Брунгильде Претекстату, мечтавшему о большей чести и власти, несомненно было мало. К тому же Меровей был его крестником. Если бы молодому принцу когда-нибудь удалось свергнуть отца, епископ Руанский стал бы духовным отцом нового короля Нейстрии и тем самым его главным советником.
Позволяя вдове Сигиберта соединиться с Меровеем, Претекстат, возможно, замышлял мятеж против Хильперика. Многие так считали, тем более что рассказывалось, что епископ с несколько подозрительной щедростью раздавал подарки «верным» короля, словно пытался их подкупить. Ради этого Претекстат якобы даже совершенно непозволительно запускал руку в личную сокровищницу Брунгильды, хранимую им. Однако игра епископа Руанского далеко не ясна. В 575 году он поддержал Хильперика, оказавшегося в отчаянном положении, против Сигиберта. Открытая измена в следующем же году и после того, как его вознаградили за верность, кажется несколько странной. К тому же, даже если Претекстат действительно собирал в своём городе все козыри для совершения узурпации (претендента, богатую вдову, «верных», сокровищницу), этот план совершенно не принимал в расчёт рост могущества Хильперика. Хотя, возможно, епископ Руанский был слишком самоуверен или недостаточно осведомлён о возможностях короля оказать сопротивление.
Что касается Брунгильды, её кажущаяся пассивность в руанском деле не должна вводить в заблуждение. Если бы она не желала этого брака, ей нетрудно было дать о нём знать Хильперику, который бы немедленно запретил Меровею жениться. Но вдове Сигиберта надо было выбраться из затруднительного положения, в которое она попала. У неё уже почти не оставалось надежды на Австразию, где находящаяся у власти аристократическая группировка ничего не сделала, чтобы вступиться за неё. Если бы она помедлила, её будущее было слишком легко предвидеть: Хильперик, или выдал бы её за аристократа средней руки, или, что более вероятно, заточил бы в монастырь до самой смерти. Поэтому, чтобы избежать судьбы многих меровингских вдов, Брунгильда решила выйти за Меровея. Возможно, она полагала, что весть об этом уязвит Хильперика, и тогда это была бы своеобразная месть за убийство её первого супруга. Но весной 576 года Брунгильда, вероятно, больше думала о сохранении собственного положения, чем о памяти Сигиберта. Несколько лет назад её мать Гоисвинта сохранила место на троне, выйдя вторым браком за честолюбивого Леовигильда, ставшего с тех пор королём вестготов; Брунгильда просто последовала материнскому примеру.
Свадьба в Руане представляет собой один из любопытных эпизодов меровингской истории, в отношении которых наша нехватка данных особенно вопиюща. Ведь смущение, которое чувствовал Григорий Турский, рассказывая об этом эпизоде, отразилась в краткости его отчёта. Хронист испытывал к Брунгильде чувство почти политической верности, к Меровею — невольную нежность (враги его врагов в какой-то мере были его друзьями), а к Претекстату — чувство личной и христианской солидарности, ведь епископу Руанскому предстояло через несколько лет погибнуть как святому от ударов, направленных Фредегондой. В его «Истории» заговор, в котором, возможно, участвовали все трое, скрыт завесой молчания.

### Ответные действия Хильперика
Если заговор действительно существовал, то Меровей, Брунгильда и Претекстат существенно переоценили свои силы. Возможно, они надеялись, что от короля Нейстрии их избавит убийца, как рассказывалось позже. К несчастью для них, к Руану форсированным маршем подошёл вполне живой Хильперик. Когда король вошёл в город, молодожёнам пришлось искать убежища в бревенчатой церкви, посвящённой святому Мартину и построенной близ городской стены. Хильперик не рискнул нарушить право убежища. Чтобы побудить Меровея и Брунгильду выйти, он поклялся не разлучать их, а потом предложил совершить жесты примирения, взаимно расцеловавшись и разделив трапезу. Начинающие заговорщики могли счесть, что легко отделались. Но, когда Хильперик покинул Руан, он нарушил свои обещания, забрав с собой Меровея и оставив Брунгильду в городе.
На обратном пути Хильперик сделал неприятное открытие, обнаружив, что австразийцы пришли в себя и один отряд из Шампани, вероятно, под командованием герцога Лупа, только что напал на Суассон. Фредегонда и другие члены семьи нейстрийского короля были вынуждены спешно покинуть город. Хильперик сумел отбить свою столицу, но начал испытывать подозрения насчёт того, кто подстроил это нападение. Не факт, что он был неправ. Луп в своё время был близок к Брунгильде, и его набег на Суассон вполне мог быть инспирирован из Руана. Даже если объективно можно сомневаться, что Брунгильда сохранила реальное влияние на регентов Австразии, Хильперик уступил той здравой паранойе, которая иногда продлевала жизнь меровингским государям, и велел разоружить Меровея. В воинском обществе, каким был франкский мир, это было равносильно символическому лишению индивида статуса свободного человека. Тем самым молодой муж Брунгильды был лишён возможных прав наследования, и нескольким стражникам было поручено не пускать его в Руан или Реймс. Чтобы ситуация стала ещё ясней, Хильперик публично вернул расположение младшему сыну от Аудоверы, Хлодвигу. Он доверил ему армию и поручил отвоевать бывшие нейстрийские владения к югу от Луары, то есть миссию, во время выполнения которой Меровей изменил отцу.
Налёт на Суассон побудил Хильперика заподозрить также австразийских перебежчиков, которых после убийства Сигиберта при его дворе было немало. Не зная, насколько им можно доверять, он изгнал полководца Година, тогда как референдарий Сиггон предпочёл бежать сам и перейти на службу к юному Хильдеберту II, сыну Сигиберта и Брунгильды. Видимо в тот же период выросло и влияние Фредегонды, которая из просто супруги стала настоящей советчицей короля.
Первой жертвой этой смены состава дворцового персонала стал Меровей, который более не имел покровителей при дворе. Летом или осенью 576 года ему выбрили тонзуру, рукоположили его в священники и обрекли закончить дни в монастыре Анинсола (впоследствии Сен-Кале), близ Ле-Мана. Лишённый длинных волос (отличительный признак королевского рода) и облачённый в монашескую рясу, принц больше не мог претендовать на трон.
Тогда же Хильперик решил выслать Брунгильду, её дочерей и её сокровищницу в Австразию. Хотя об этом событии сообщает мало источников, объяснить это решение довольно просто. Прежде всего, освобождение матери короля Австразии представляло собой явный примирительный жест по отношению к восточным франкам. Хильперик повторял, что сделал это, чтобы «не возникла вражда между мной и Хильдебертом, моим племянником». Далее, отпустить королеву значило добавить нового участника в борьбу за регентство, которая уже велась в Австразии; Хильперик мог полагать, что склока у соседей будет способствовать миру на его границах. Наконец это освобождение позволяло окончательно отдалить Брунгильду от Меровея, поскольку было вероятно, что королева, вновь окунувшись в австразийскую политическую игру, утратит интерес к нейстрийской интриге.

### Побег Меровея в Тур
Приняв свободу, которую предложил ей Хильперик, Брунгильда обрекла Меровея на печальное завершение игры. Однако принц был не обделён смелостью. При помощи нескольких сообщников, он сумел бежать из монастыря и направился в церковь святого Мартина Турского. Этому выбору можно удивиться, ведь Меровей мог бы попытаться воссоединиться с супругой. Григорий Турский настаивает, что мятежного юношу завлекал в турскую церковь Гунтрамн Бозон, австразийский герцог, который тоже укрывался там. Такое соглашение хоть и возможно, но выглядит странно: Гунтрамн Бозон убил на войне Теодеберта, старшего брата Меровея, и герцог прятался в базилике, именно опасаясь мести нейстрийцев. Возможно, Меровей, направляясь в Тур, рассчитывал на какую-либо помощь епископа Григория Турского, хотя хронист, боясь скомпрометировать себя, утверждал, что сколько мог отказывал мятежнику в причастии. Однако это не помешало Хильперику усомниться в верности Григория Турского. При первой возможности король даже отправил в изгнание члена его семьи по обвинению в сотрудничестве с узурпатором.
Каким бы ни были истинные мотивы, по которым Меровей поехал в Тур, базилика святого Мартина предоставила ему надёжное укрытие: Хильперик просто не посмел бы нарушить право убежища в церкви где хранились мощи святителя Галлии. Итак, прибыв на место, принц проводил дни, молясь на могиле Мартина, злословя насчёт отца и Фредегонды в беседах со снисходительным Григорием Турским и разыскивая в Библии пророчества о будущем своей узурпации. Слуги Меровея занимались более прозаическими делами — рыскали по окрестностям и грабили «верных» короля, чтобы принести хозяину немного денег. Особо им полюбились владения графа Левдаста, которые они методично разоряли; они несомненно действовали по совету Григория Турского, даже если он крайне энергично отрицает какую-либо причастность к таким делам.
Однажды, в начале 577 года, Меровей рискнул выйти из базилики, чтобы поохотиться. Теперь его волосы отрасли и он мог показаться на людях. Несмотря на эту браваду, его положение в Туре ухудшилось. В течение недолгого времени граф Левдаст сумел расправиться с шайками грабителей, действовавших по приказу Меровея, и восстановить контроль над своим городом. Ещё более смущали слухи, что королева Фредегонда якобы обещала Гунтрамну Бозону прощение в случае, если ему удастся выманить Меровея за пределы священной ограды церкви святого Мартина.

### Бегство в Австразию
Поняв, что его будущее в Турени ненадёжно, Меровей вовлёк Гунтрамна Бозона и пятьсот последних «верных» в отчаянную скачку с целью добраться до Брунгильды. Беглецы сочли более осмотрительным срезать путь, проехав по территории Бургундии, но в Осере Меровей был арестован герцогом Эрпоном, чиновником короля Гунтрамна. Хильперик немедленно потребовал его выдачи, но принцу удалось ускользнуть от охранников. Герцог Эрпон поплатился за этот побег: Гунтрамн сместил его с поста и оштрафовал на семьсот золотых за то, что арестовал человека без оснований, а также за то, что упустил его, когда как тот мог бы пригодиться.
После многих перипетий Меровей добрался до Австразии, но «австразийцы его не приняли», отмечает Григорий Турский. Эту запись можно толковать по-разному. Возможно, Брунгильда предпочла покинуть этого молодого и неудачного супруга, который отныне был более помехой, чем опорой. Или его отказались поддерживать магнаты, контролировавшие дворец от имени Хильдеберта II, чтобы не создавать прецедент с Хильпериком менее чем через год после их неудачного наступления на Суассон. То ли все австразийцы в целом опасались, что новый муж королевы будет претендовать на регентство, а то и на трон.
Конечно, эти три объяснения скорее согласуются между собой, чем исключают друг друга. Ведь в отсутствие Брунгильды регенты Луп и Гогон, оба превосходные дипломаты, далеко продвинулись по пути установления постоянных союзных отношений с Бургундией. На самом деле они воспользовались случаем, потому что король Гунтрамн только что потерял одного за другим обоих последних сыновей, Хлотаря и Хлодомера, павших жертвами эпидемии. Чем оставаться без наследника, король Бургундии изъявил готовность усыновить юного Хильдеберта II. С этой целью в середине 577 года в Помпьерре, в Вогезах, была организована встреча. Там Гунтрамн усадил племянника на трон и публично признал Хильдеберта сыном и законным наследником. Однако король Бургундии не хотел заходить слишком далеко. Сторонник старинного равновесия, он отказался объявлять войну Хильперику и довольствовался тем, что потребовал от него вернуть Австразии города, захваченные в 575—576 годах. Хильперик, впрочем, оставил это его требование без внимания.
Если бы Брунгильда публично поддержала Меровея, она рисковала разгневать Гунтрамна, который в наказание мог лишить наследства Хильдеберта II. К тому же в самой Австразии аристократическая клика во главе с епископом Реймсским Эгидием выступала за союз с Хильпериком и, следовательно, была враждебна мятежным замыслам, которые вынашивал Меровей. Таким образом, восточные франки довольствовались тем, что дали укрытие Меровею и его спутникам. Принц нашёл убежище в Реймской области, и это наводит на мысль, что он пользовался поддержкой герцога Лупа. В то же время в ряды мятежников против Хильперика вступили некоторые бывшие чиновники Сигиберта, как дворцовый граф Циуцилон. Это присоединение к Меровею магнатов, как можно догадаться, близких к Брунгильде, несомненно означает, что королева не совсем отреклась от нового мужа. Просто у неё не было ни желания, ни возможностей поддерживать его в Австразии. Молодому принцу рано или поздно следовало вернуться в Нейстрию и попытать удачи в деле захвата отцовской короны.

### Суд над Претекстатом Руанским и Григорием Турским
Чтобы не допустить этого победоносного возвращения, Хильперик произвёл в своём королевстве чистку, убирая сторонников сына. Самым заметным из них был епископ Претекстат Руанский, благословивший его брак с Брунгильдой. Желая соблюсти формальности, король Нейстрии в 577 году созвал в Париже судебный собор. Перед собравшимися коллегами Претекстаат был обвинён в том, что позволил заключить кровосмесительный союз и поддержал узурпатора; к тому же он якобы использовал часть сокровищ Брунгильды, которые хранил, для подкупа «верных» короля. Претекстат, умело защищавшийся весь день, после этого счёл удачным ходом признать себя виновным, чтобы испросить прощения. Сделав это, он совершил тяжёлую ошибку: сначала его бросили в тюрьму, а потом приговорили к ссылке на остров близ Кутанса (несомненно Джерси). Взамен его Хильперик назначил в Руан более верного епископа, Мелантия.
Воспользовавшись собранием епископата в Париже, Хильперик обвинил также Григория Турского в вероломстве, поскольку хороший приём, который тот оказал Меровею, наводил его на подозрения. «Ворон ворону глаз не выклюет», — пробормотал король и оказал нажим на епископа, добиваясь признания в недопустимых сговорах. Григорий показал себя более ловким, чем Претекстат: он отверг обвинение полностью, а в конечном счёте согласился разделить с королём трапезу, чтобы закрепить примирение.

### Последний поход и убийство Меровея
Сознавая, что к Меровею в Нейстрии ещё сохранились симпатии, Хильперик решил раз и навсегда покончить с его мятежом. Он послал в Шампань армию, чтобы попытаться взять в плен сына. После неудачи этого похода он прибегнул к хитрости. В конце 577 года гонцам было поручено сообщить Меровею, что на его сторону перешёл нейстрийский город Теруанн. Принц, который никогда не мог во время своего мятежа опереться на какую-либо территорию, пришёл в восторг. Он собрал свою маленькую армию и двинулся к этому городу. Там его ждали люди отца. Окружённый врагами, Меровей понял, что попадёт в плен, и испугался, что его ждёт долгая и мучительная смерть, поскольку так обычно поступали с узурпаторами. Тогда Меровей позвал к себе одного из соратников, некого Гайлена и, произнеся похвальное слово дружбе, попросил убить его. Гайлен, не колеблясь, пронзил Меровея кинжалом. Когда король прибыл в Теруанн, он нашёл Меровея уже мёртвым. Однако Григорий Турский замечает, что этот рассказ о самоубийстве Меровея мог быть лишь официальным вымыслом, а на самом деле это Фредегонда велела тайно расправиться с принцем. Хильперику оставалось только схватить соратников принца и казнить их, подвергнув многочисленным пыткам в острастку другим кандидатам в узурпаторы.

«Гайлена схватили, отрубили ему руки и ноги, отрезали уши и нос и, подвергнув его другим многочисленным пыткам, убили безжалостным образом. Гриндиона же колесовали и тело его подняли вверх. Циуцилона, который некогда был дворцовым графом короля Сигиберта, убили, отрубив ему голову. И многих других, которые пришли с Меровеем, умертвили, подвергнув жестоким пыткам».
Из друзей Меровея уцелел только Гунтрамн Бозон, потому что не принял участия в походе на Теруанн. Его отсутствие выглядело подозрительным. Молва немедля обвинила герцога, что он с самого начала предал Меровея, сговорившись с епископом Эгидием.